# 21676 Моріненн
21676 Моріненн (21676 Maureenanne) — астероїд головного поясу, відкритий 7 вересня 1999 року.
Тіссеранів параметр щодо Юпітера — 3,212.